# Boston Basketball Partners L.L.C.
Boston Basketball Partners L.L.C. é um grupo de investidores dos Estados Unidos da América que foi estabelecido para comprar a equipe do Boston Celtics. O Comité executivo consiste em quatro membros da direção, Wyc Grousbeck, H. Irving Grousbeck, Steve Pagliuca e The Abbey Group, representado por Robert Epstein com a adição de Paul Edgerley, Glenn Hutchins e James Pallotta. Fundada em 2002, é atual dona do Boston Celtics, franquia com o maior número de títulos da história da NBA.

## Outros investidores notáveis[1]
- David Bonderman
- Jim Breyer
- James Cash, Jr.
- William P. Egan
- Stephen J. Luczo